# Anaia
Anaia ou Aneia (em latim: Anaea; em grego: Ἀναία; romaniz.: Anaía), posteriormente conhecida como Ania, foi uma antiga cidade grega costeira da Anatólia, atual Turquia. Sua localização exata foi variadamente fornecida pelos historiadores clássicos, porém recentemente foi associada ao sítio da fortaleza bizantina de Cadicalesi. Segundo os estudos arqueológicos, seu sítio foi ocupado desde a Idade do Bronze Antiga (III milênio a.C.), permanecendo habitada por séculos. Durante a Antiguidade Clássica foi habitava em mais de uma ocasião por sâmios devido aos conflitos destes com os efésios e atenienses.

## História
Segundo Estêvão de Bizâncio, localizava-se na Cária, em oposição a ilha de Samos, embora William Smith considere que, para ser oposta a Samos, precisaria localizar-se na Lídia. Segundo Estrabão, localizava-se próximo ao santuário de Paniônio. Atualmente é situada na Jônia, ao norte das Montanhas Mícale nas proximidades duma fortaleza bizantina atualmente conhecida como Cadicalesi. De acordo com Éforo de Cime, foi assim chamada devido ao sepultamento da amazona Anaia na localidade. Segundo Pausânias, quando os efésios liderados por Ândroclo, filho do rei ateniense Codro, atacaram e derrotaram os sâmios, os locais separaram-se em dois grupos, o primeiro fundando a Samotrácia, e o segundo dirigindo-se para Aneia, que eles fortificaram. Dez anos depois, os sâmios de Aneia atacaram Samos, expulsando os efésios e recuperando a ilha. De acordo com Estrabão, originalmente pertenceu aos efésios e por sua época aos sâmios, que a habitavam em troca da concessão aos efésios da cidade de Maratésio; a data desta troca de cidades é desconhecida.
A primeira menção histórica ao nome Anaia ocorre nas listas de cidades pagantes de tributo ao Império Ateniense. Durante a Guerra do Peloponeso, Aneia era habitada por sâmios que haviam sido desterrados da ilha após uma rebelião em 439 a.C. e apoiaram os espartanos na guerra. O exército ateniense liderado por Lísicres foi atacado pelos cários e aniatas, enquanto recuava fundo e atravessava, desde Mios, a planície do rio Meandro. Lísicres e parte do exército foram mortos no ataque. Por outra lado, uma embaixada de Aneia se dirigiu em 428 a.C. ao Éfeso para interceder pelos prisioneiros que o espartano Alcidas tinha sob seu poder, fazendo os locais verem que muitos dos prisioneiros haviam sido forçados a ser aliados dos atenienses e que tratando-os os mal não conseguiriam que seus inimigos passassem a ser seus aliados. Alcidas atendeu as petições dos embaixadores de Aneia e libertou muitos prisioneiros. No ano 411 a.C., os espartanos utilizaram efetivos de Anaia em sua frota.
Em 365 a.C., quando Samos foi conquistada pelos atenienses como parte do peraia de Samos, ela foi utilizava como local de refúgio dos sâmios. De acordo com o Périplo de Pseudo-Cílax, pertenceu aos domínios de Samos. Durante o período helenístico (séculos III-II a.C.), Anaia manteve uma posição menos proeminente e durante o período romano provavelmente recebeu um templo dedicado a Hera. Pelo século IV, tornou-se sede dum bispado. No período bizantino tardio, em decorrência das investidas dos turcos seljúcidas, foi fortificada com a fortaleza de Cadicalesi pelos imperadores Comnenos. Segundo o Tratado de Ninfeu de 1261, a região foi concedida aos genoveses. Pelos 50 anos seguintes foi, sucessivamente, ocupada por genoveses, venezianos, catalães e turcos. Pelo século XIV, a região estava sob controle do Beilhique de Aidim e então, no século XV, do Império Otomano. É incerto quando seu nome foi alterado para Ania ou quando foi incorporada na moderna vila de Soğucak, porém, apesar disso, sabe-se que desde o século XVI serviu como porto menor para Kuşadası, talvez devido o assoreamento local, o que torno seu porto raso.

## Arqueologia
As escavações do sítio da fortaleza iniciaram em 2001 após um protocolo assinado pelo Ministério da Cultura e Turismo, a Universidade de Ege e o município de Kuşadası. Segundo o documento, as razões para as prospecções eram a erosão da área dos edifícios e o saque do sítio. Os achados escavados indicaram que o assentamento mais antigo na localidade remonta a Idade do Bronze Antiga (III milênio a.C.). Em 2002, uma estátua de bronze dum deus ou guerreiro hitita foi descoberta, fornecendo mais informações a respeito da história local pelo II milênio a.C.. Vários cerâmicos protogeométricos datáveis desde 1 050 a.C. indicam que desde precocemente o sítio serviu como um assentamento grego e que foi um importante centro produtor. Os cerâmicos encontrados datáveis de outros períodos indicam a continuidade na habitação da cidade. Além deles, descobriu-se túmulos em pedra datados do período romano.